# Actun Tunichil Muknal
Actun Tunichil Muknal (en català: Cova del Sepulcre de Vidre) és un lloc arqueològic de la civilització maia situat en una cova emprada per a sacrificis humans en ofrena a la divinitat Chaac. La cova es troba en el districte de Cayo, a Belize.

## Història

### Origen i declivi
En la tradició maia, es creia que les coves eren la porta d'entrada al regne del submon anomenat Xibalbà. A causa del rierol subterrani que flueix de la cova Actun Tunichil Muknal, els maies relacionaren la cova amb el déu de la pluja Chaac.
Al principi, les ofrenes es feien amb productes agrícoles, com ara dacsa. Al voltant del 750, a causa d'una gran sequera que va ocórrer a l'àrea, els rituals es feren a les zones més profundes de la cova, amb sacrificis humans. Alguns estudis indiquen que les activitats d'ofrena a la caverna començaren a l'entorn del 250, i van durar aproximadament fins al 900.

### Descobriment
La cova, la va descobrir el 1986 el geomorfologista Tom Miller. El 1991, una expedició espeleològica britànica publicà el primer mapa del sistema de la cova; i entre el 1993 i el 2000, va haver-hi un estudi més aprofundit de la cova i dels artefactes trobats.

## Característiques
La cova té uns 5 quilòmetres de profunditat, amb un riu subterrani a l'interior, cinc entrades i tres cambres, que van ser denominades Cambra d'Entrada, Cambra de les Esteles i Cambra Principal.
A la Cambra d'Entrada aparegueren les restes d'un individu adult i fragments de ceràmica, datada del període clàssic tardà.
La Cambra de les Esteles és a 450 metres de l'entrada i a 10 metres per sobre del rierol. Té entre 4 i 5 metres d'amplada, 5,3 m de longitud i entre 3 i 4 m d'alçada. En aquesta cambra es trobaren dues esteles i una placa de pissarra esculpida, fragments de ceràmica, i dues eines d'obsidiana. Una estela té 1,22 m d'altura, 22 cm d'amplada en la base, 30 cm d'amplada en el centre i a prop d'11 cm al cim; als laterals té esculpides nou figures de vieires. La segona estela té 1,10 m d'altura, 21 cm d'amplada en la base, 19,5 cm d'amplada en el centre i arriba fins a 6 cm en el cim. En la placa de pissarra van esculpir un rostre amb ulls circulars i una boca amb ullals.
La Cambra Principal es troba a 500 metres de l'entrada, té uns 350 metres de longitud i, al seu punt més ample, 50 metres. Hi ha unes petites sales adjacents, i s'hi descobriren restes mortals de catorze individus, entre xiquets i adults, d'ambdós sexes. Cinc individus adults tenien deformació craniana, pràctica tradicional de l'elit maia; i tres individus tenien dents modificades. A causa del medi ambient, una capa de calcita va colgar els ossos, i alguns es troben engalzats en les pedres. També n'hi havia més de dos-cents vasos, quatre de sencers, datats d'entre el 700 i el 900.